# Lijst van gemeentelijke monumenten in Bergen op Zoom (gemeente)
De gemeente Bergen op Zoom heeft 486 gemeentelijke monumenten. Hieronder een overzicht. 

## Bergen op Zoom
De stad Bergen op Zoom kent 440 gemeentelijke monumenten. Zie de lijst van gemeentelijke monumenten in Bergen op Zoom (stad).

## Halsteren
De plaats Halsteren kent 28 gemeentelijke monumenten:
| Object | Bouwjaar              | Architect   | Locatie            | Coördinaten                   | Nr.      | Afbeelding |
| --- | --------------------- | ----------- | ------------------ | ----------------------------- | -------- | --- |
| Boerderij "t Lindeke": woonhuis onder met pannen belegd zadeldak tussen topgevels; lagere aanbouw haaks erop eveneens onder zadeldak: alle gevels witgeschilderd. |                       | J. Franssen | Dorpsstraat 103    | 51° 31' 17" NB, 4° 16' 28" OL | 0748/768 | Boerderij "t Lindeke": woonhuis onder met pannen belegd zadeldak tussen topgevels; lagere aanbouw haaks erop eveneens onder zadeldak: alle gevels witgeschilderd. |
| Woonhuis |                       |             | Dorpsstraat 18     | 51° 31' 45" NB, 4° 16' 4" OL  | 0748/769 | Woonhuis |
| Ensemble van drie panden, bestaande uit een voormalige winkel/woonhuis (nummer 88), een winkel/woonhuis (nummer 90) en een woonhuis (nummer92).                   |                       |             | Dorpsstraat 88     | 51° 31' 35" NB, 4° 16' 8" OL  | 0748/770 | Ensemble van drie panden, bestaande uit een voormalige winkel/woonhuis (nummer 88), een winkel/woonhuis (nummer 90) en een woonhuis (nummer92).                   |
| Ensemble van drie panden, bestaande uit een voormalige winkel/woonhuis (nummer 88), een winkel/woonhuis (nummer 90) en een woonhuis (nummer92).                   |                       |             | Dorpsstraat 90     | 51° 31' 35" NB, 4° 16' 8" OL  | 0748/771 | Ensemble van drie panden, bestaande uit een voormalige winkel/woonhuis (nummer 88), een winkel/woonhuis (nummer 90) en een woonhuis (nummer92).                   |
| De voorgevel heeft gepleisterde speklagen en een kordonlijst, die ter hoogte van de vensteropeningen overgaat in een hardstenen lekdorpel.                        |                       |             | Dorpsstraat 92     | 51° 31' 34" NB, 4° 16' 9" OL  | 0748/772 | De voorgevel heeft gepleisterde speklagen en een kordonlijst, die ter hoogte van de vensteropeningen overgaat in een hardstenen lekdorpel.                        |
| 06.07, Villa onder invloed van de Amsterdamse school | 1927                  |             | Dorpsstraat 73     | 51° 31' 33" NB, 4° 16' 11" OL | 0748/773 | 06.07, Villa onder invloed van de Amsterdamse school |
| De Schorre, Paviljoen "De Schorre" voor acute psychiatrie, in de stijl van de Amsterdamse School                                                                  |                       |             | Hoofdlaan 6        | 51° 31' 2" NB, 4° 17' 58" OL  | 0748/776 | Meer afbeeldingen |
| Vrijstaande villa met schuur, van de openbare weg gescheiden door een tuin en oprijlaan.                                                                          |                       |             | Hoofdlaan 16       | 51° 30' 46" NB, 4° 18' 12" OL | 0748/778 | Vrijstaande villa met schuur, van de openbare weg gescheiden door een tuin en oprijlaan.                                                                          |
| Vrijstaande villa, tuin en oprijlaan die onderdeel uitmaakt van het complex "Vrederust"                                                                           |                       |             | Hoofdlaan 18       | 51° 30' 44" NB, 4° 18' 15" OL | 0748/779 | Vrijstaande villa, tuin en oprijlaan die onderdeel uitmaakt van het complex "Vrederust"                                                                           |
| Twee woonhuizen gebouwd circa 1900 met mogelijk een oudere kern onder een mansarde kap die evenwijdig loopt aan de straat.                                        |                       |             | Kromstraat 9 9a    | 51° 31' 48" NB, 4° 16' 1" OL  | 0748/796 | Twee woonhuizen gebouwd circa 1900 met mogelijk een oudere kern onder een mansarde kap die evenwijdig loopt aan de straat.                                        |
| Woonhuis met zadeldak |                       |             | Mussengevecht 1    | 51° 31' 45" NB, 4° 16' 5" OL  | 0748/800 | Woonhuis met zadeldak |
| De Ark 06.03, eenvoudige zaalkerk. | 1922                  |             | Noachpad 1         | 51° 31' 7" NB, 4° 17' 59" OL  | 0748/801 | De Ark 06.03, eenvoudige zaalkerk. |
| 06.10, boerderijcomplex | 19e eeuw              |             | Noorder Kreekweg 1 | 51° 31' 57" NB, 4° 14' 36" OL | 0748/802 | 06.10, boerderijcomplex |
| 06.08, boerderijcomplex bestaande uit een woonhuis, een zomerhuis en een schuur                                                                                   | Begin 20e eeuw        |             | Noorderkreekweg 2  | 51° 31' 58" NB, 4° 14' 33" OL | 0748/803 | 06.08, boerderijcomplex bestaande uit een woonhuis, een zomerhuis en een schuur                                                                                   |
| 06.19, schuur, die onderdeel is van een boerderijcomplex |                       |             | Steenbergseweg 24  | 51° 32' 16" NB, 4° 17' 3" OL  | 0748/809 | 06.19, schuur, die onderdeel is van een boerderijcomplex |
| De halve maan 06.16, voormalige bierbrouwerij |                       |             | Steenbergseweg 26  | 51° 32' 16" NB, 4° 17' 3" OL  | 0748/810 | De halve maan 06.16, voormalige bierbrouwerij |
| Twee blokjes van twee woningen |                       |             | Vijverdonk 1       | 51° 31' 17" NB, 4° 17' 52" OL | 0748/811 | Twee blokjes van twee woningen |
| Twee blokjes van twee woningen |                       |             | Vijverdonk 3       | 51° 31' 16" NB, 4° 17' 52" OL | 0748/812 | Twee blokjes van twee woningen |
| Twee blokjes van twee woningen |                       |             | Vijverdonk 5       | 51° 31' 16" NB, 4° 17' 52" OL | 0748/813 | Twee blokjes van twee woningen |
| Twee blokjes van twee woningen |                       |             | Vijverdonk 7       | 51° 31' 16" NB, 4° 17' 53" OL | 0748/814 | Twee blokjes van twee woningen |
| 06-17, gedeeltelijk onderkelderd woonhuis als onderdeel van het complex 'Vrederust'.                                                                              | 1910                  |             | 't Wasven 4        | 51° 31' 16" NB, 4° 17' 48" OL | 0748/815 | 06-17, gedeeltelijk onderkelderd woonhuis als onderdeel van het complex 'Vrederust'.                                                                              |
| Voormalig boerderijcomplex, bestaande uit woonboerderij, schuur en erf                                                                                            |                       |             | Zoutendamseweg 1   | 51° 31' 46" NB, 4° 17' 10" OL | 0748/816 | Voormalig boerderijcomplex, bestaande uit woonboerderij, schuur en erf                                                                                            |
| |                       |             | Zuiderkreekweg 1   | 51° 31' 14" NB, 4° 14' 4" OL  | 0748/817 | |
| 06.09, boerderijcomplex dat bestaat uit een zomerhuis, bakhuisje en twee schuren.                                                                                 | 17de-eeuws 19de-eeuws |             | Zuiderkreekweg 2   | 51° 31' 11" NB, 4° 13' 52" OL | 0748/818 | 06.09, boerderijcomplex dat bestaat uit een zomerhuis, bakhuisje en twee schuren.                                                                                 |
| 06.05, voormalig dokterswoning met een praktijk/huisapotheek | 1903                  |             | De Beeklaan 1      | 51° 31' 50" NB, 4° 16' 10" OL | 0748/846 | 06.05, voormalig dokterswoning met een praktijk/huisapotheek |
| Vrijstaande schuur genaamd "Hof van Ram", behorende bij de boerderij van het landgoed De Beek.                                                                    |                       |             | De Beeklaan 29 a   | 51° 32' 5" NB, 4° 16' 40" OL  | 0748/847 | Vrijstaande schuur genaamd "Hof van Ram", behorende bij de boerderij van het landgoed De Beek.                                                                    |
| Voormalige boerderij |                       |             | De Beeklaan 31     | 51° 32' 9" NB, 4° 16' 50" OL  | 0748/848 | Voormalige boerderij |
| Watersnoodmonument op de R.K. Begraafplaats H. Quirinus, |                       |             | Schoolstraat 0     |                               | 0748/901 | Upload foto |

## Lepelstraat
De plaats Lepelstraat kent 18 gemeentelijke monumenten:
| Object | Bouwjaar  | Architect                 | Locatie           | Coördinaten                   | Nr.      | Afbeelding |
| --- | --------- | ------------------------- | ----------------- | ----------------------------- | -------- | --- |
| Gedeeltelijk onderkelderd woonhuis, volgens een vermelding op de gevellijst gebouwd in 1890.                                                                              |           |                           | Kerkstraat 19     | 51° 32' 55" NB, 4° 16' 27" OL | 0748/782 | Upload foto |
| 06.01, Rooms katholieke basiliek | 1874 1950 |                           | Kerkstraat 53     | 51° 32' 56" NB, 4° 16' 36" OL | 0748/783 | 06.01, Rooms katholieke basiliek |
| Voormalig patronaatsgebouw |           |                           | Kerkstraat 57     | 51° 32' 58" NB, 4° 16' 39" OL | 0748/784 | Voormalig patronaatsgebouw |
| Woonhuis met strakke rode verblend bakstenen in kruisverband. |           |                           | Kerkstraat 61     | 51° 32' 58" NB, 4° 16' 41" OL | 0748/785 | Woonhuis met strakke rode verblend bakstenen in kruisverband. |
| Boerderijcomplex, bestaande uit een woonhuis met schuur |           |                           | Kerkstraat 69     | 51° 32' 59" NB, 4° 16' 46" OL | 0748/786 | Boerderijcomplex, bestaande uit een woonhuis met schuur |
| 06.15, Woonhuis, gebouwd onder invloed van de Delftse school architectuur                                                                                                 |           |                           | Kerkstraat 72     | 51° 32' 57" NB, 4° 16' 40" OL | 0748/787 | 06.15, Woonhuis, gebouwd onder invloed van de Delftse school architectuur                                                                                                 |
| St Antonius 06.18, voormalig parochiehuis, school en thans gemeentehuis "St. Antonius"                                                                                    |           |                           | Kerkstraat 84     | 51° 32' 57" NB, 4° 16' 44" OL | 0748/788 | St Antonius 06.18, voormalig parochiehuis, school en thans gemeentehuis "St. Antonius"                                                                                    |
| Dit woonhuis is volgens een hardstenen opzetstuk op de gevel gebouwd in 1917 onder invloed van de neorenaissance en bestaat uit een begane grond en een zolderverdieping. |           |                           | Kerkstraat 86 86a | 51° 32' 56" NB, 4° 16' 35" OL | 0748/789 | Dit woonhuis is volgens een hardstenen opzetstuk op de gevel gebouwd in 1917 onder invloed van de neorenaissance en bestaat uit een begane grond en een zolderverdieping. |
| Gedeeltelijk onderkelderd vrijstaand woonhuis |           |                           | Kerkstraat 88     | 51° 32' 58" NB, 4° 16' 47" OL | 0748/790 | Gedeeltelijk onderkelderd vrijstaand woonhuis |
| 06.04, boerderijcomplex bestaande uit een woonhuis met aangebouwde bijkeuken en een schuur.                                                                               |           |                           | Kladde 3          | 51° 33' 42" NB, 4° 15' 53" OL | 0748/791 | 06.04, boerderijcomplex bestaande uit een woonhuis met aangebouwde bijkeuken en een schuur.                                                                               |
| 06.13, boerderijcomplex bestaande uit een woonhuis en twee schuren. |           |                           | Kladde 21         | 51° 33' 53" NB, 4° 15' 57" OL | 0748/792 | Upload foto |
| Voormalige langgevelboerderij '30 van de 20ste eeuw als een zogenaamde wederopbouwboerderij.                                                                              |           |                           | Kladseweg 57      | 51° 33' 9" NB, 4° 15' 58" OL  | 0748/794 | Upload foto |
| 06.12, gedeeltelijk onderkelderd boerderijcomplex bestaande uit een woonhuis met aanbouwen en een vrijstaande schuur een ijzeren hek, een erf en een sloot.               |           | A. Siebers en W. van Dael | Kladseweg 65 a    | 51° 33' 29" NB, 4° 15' 47" OL | 0748/795 | Upload foto |
| Langgevel boerderij bestaande uit een woon- en stalgedeelte. |           |                           | Polderweg 1 1a    | 51° 32' 45" NB, 4° 15' 35" OL | 0748/804 | Langgevel boerderij bestaande uit een woon- en stalgedeelte. |
| Woonhuis met aanbouw aan de rechterzijde en varkenshok met toegangshek en kolommen waarop de naam van het pand is vermeld: "Water Kant"                                   |           |                           | Polderweg 6       | 51° 32' 45" NB, 4° 15' 36" OL | 0748/805 | Upload foto |
| 06.06, gedeeltelijk onderkelderde voormalige boerderij, thans woonhuis met praktijkruimte                                                                                 | 19de eeuw |                           | Slotweg 9         | 51° 32' 60" NB, 4° 15' 39" OL | 0748/808 | Upload foto |
| Begraafplaats die ten opzichte van de omgeving verhoogd is aangelegd en bestaat uit een door hagen omzoomd terrein met meerdere toegangen.                                |           |                           | Kruisweg 0        | 51° 32' 45" NB, 4° 16' 53" OL | 0748/880 | Upload foto |
| Kazemat 06.11, grotendeels ondergronds gelegen kazematten die gebouwd zijn in de Tweede Wereldoorlog (1940-1945).                                                         |           |                           | Zuiderkreekweg 0  | 51° 31' 49" NB, 4° 14' 13" OL | 0748/884 | Upload foto |

's-Hertogenbosch ·
Alphen-Chaam ·
Altena ·
Asten ·
Baarle-Nassau ·
Bergeijk ·
Bergen op Zoom ·
Bernheze ·
Best ·
Bladel ·
Boekel ·
Boxtel ·
Cranendonck ·
Deurne ·
Dongen ·
Drimmelen ·
Eersel ·
Eindhoven ·
Etten-Leur ·
Lijst van gemeentelijke monumenten in Geertruidenberg ·
Geldrop-Mierlo ·
Gemert-Bakel ·
Gilze en Rijen ·
Goirle ·
Halderberge ·
Heeze-Leende ·
Helmond ·
Heusden ·
Hilvarenbeek ·
Laarbeek ·
Land van Cuijk ·
Maashorst ·
Meierijstad ·
Moerdijk ·
Nuenen, Gerwen en Nederwetten ·
Oirschot ·
Oisterwijk ·
Oosterhout ·
Oss ·
Reusel-De Mierden ·
Roosendaal ·
Someren ·
Son en Breugel ·
Lijst van gemeentelijke monumenten in Steenbergen ·
Tilburg ·
Valkenswaard ·
Vught ·
Waalre ·
Waalwijk ·
Woensdrecht ·
Zundert